# Wolfsthal
Wolfsthal est une commune autrichienne du district de Bruck an der Leitha en Basse-Autriche, à proximité de la frontière slovaque et de sa capitale Bratislava.